# 防御 (軍事)
防御（防禦 ぼうぎょ、英: defense）とは、脅威となる敵の接近または攻撃を拒否するための戦闘行動をいう。
ここでは防御に関する戦術の理論と実践について概観する。個別の陸上戦闘における防御に関しては陣地防御、機動防御、後退、海上戦闘における防御に関しては沿岸防御、護送船団、艦隊防空、航空戦闘における防御に関しては防空をそれぞれ参照されたい。

## 防御の理論
最も一般的な意味において、防御とは自陣営の住民、財産、領域に対する敵の攻撃を排除するための戦闘行動を言う。厳密に区別すると、一般的に防御と呼ばれるものであっても、戦略や国際法においては国防(national defense)、作戦術においては防勢作戦(defensive operations)と呼ぶ。ここでは戦術学における特定の戦闘行動の方法を指して用いられる防御について述べる。防御は戦術的に次のような目的を達成するために実施される。防御を行うことにより、敵の攻勢作戦を妨げ、時間的な猶予を獲得し、ある地域への接近を拒否し、攻撃力を減退させる効果が見込める。そのために攻撃と比較して防御は全般的には優位であるという学説がカール・フォン・クラウゼヴィッツによって示されている。彼の見解によれば、防御では地理的な条件を改善することによって、同等の兵員や装備の条件であっても、攻撃を実施するよりも有利に戦うことができると論じられている。しかし、防御では戦いの主導権や緊要地形の確保、敵部隊の撃滅などの攻撃の戦果を得ることができない。防御から攻撃への転換である逆襲(counter attack)とはこのような防御の欠点を補うために実施される攻撃である。
防御の実施において重要な手段が火力である。防御を行う場合、部隊は敵の攻撃に対する準備を通じて、人員の配置を可能な限り最適化し、武器や兵器の火力が効率的になるように使用することができる。具体的には、敵が攻撃に用いるさまざまな接近経路を想定し、地理的な条件を踏まえながら拠点と陣地を構築強化し、防御部隊を横陣に展開し、戦闘が開始されてからの各部隊の連携を計画する。軍事思想史においてヴォーバンは合理主義的な防御の方法を提案した軍事学者であり、彼は幾何学的なモデル化を通じて周辺地形に最も適した要塞を築城し、籠城する部隊が攻囲する部隊に対して効率的に火力を発揮できるように調整した。このような考え方はピュイセギュールにも受け継がれている。彼も防御のために最適な戦闘陣形の形態がどのようなものであるかを研究し、防御において迅速に火力を発揮して正確な射撃を実施することが重要であると考察した。

## 防御の実践

### 陣地防御
陣地防御（火力防御）とは受動的な戦闘方式をとる防御行動である。

陣地を建設し、火力を充足させ、部隊を適所に配備することにより、敵の攻撃に対して大規模な損害を与える防御である。

### 機動防御
機動防御は機動打撃に主体を置き、敵を撃破して防御の目的を達成しようとする方式である。このため、敵を不利な態勢に陥れ、自軍の主力をもって機動打撃を行い、敵部隊を撃破してその攻撃を破砕する。機動防御は、一般に、部隊運用の融通性及び敵を奇襲できる可能性が大きく、戦闘の推移は急速かつ流動性に富む。有効な機動防御を行うためには、防御を行う地域の縦深が十分に大きく、航空状況及び地形が防御部隊の自由な機動を許し、かつ、地形に適合した部隊の機動打撃力が敵に勝っている事が必要である。機動防御が成功する為には、機動打撃を準備した地域において、敵に勝る火力及び機動打撃力並びに機動打撃の支とうとなる要点の確保により、有利な態勢の下に敵を奇襲して、各個に撃破しなければならない。

## 生物の場合
生物に於いて、敵の攻撃から身を守るための反応や行動を防御という。たとえば体を丸くして、姿勢を低くする防御姿勢は多くの動物に共通してみられるもので、腹部など弱い部分を隠すものである。逆に、腹を上にして、足を上に向けるのは攻撃可能部位を外に向ける意図がある。植物においても、有毒であったり棘をまとったりと言った防御の姿が見られる。特に植物では化学物質を利用した防御があることが知られ、化学防御という。中には傷つけられると害虫の天敵を呼ぶなどと言った、複雑なものも知られるようになっている。